# Louis Bourdaloue
Pour les articles homonymes, voir Bourdaloue.
Louis Bourdaloue (aussi Bourdaloüe), né le 20 août 1632 à Bourges (France) et mort le 13 mai 1704 à Paris, est un jésuite français. Brillant prédicateur, il était connu pour la qualité de ses sermons. Son talent et sa réputation lui valurent de prêcher à la cour, où il fut surnommé « roi des prédicateurs, prédicateur des rois ». On a considéré Bourdaloue comme « le plus janséniste des jésuites. » Il joua un rôle important à un moment difficile de l’histoire des jésuites français.

## Biographie

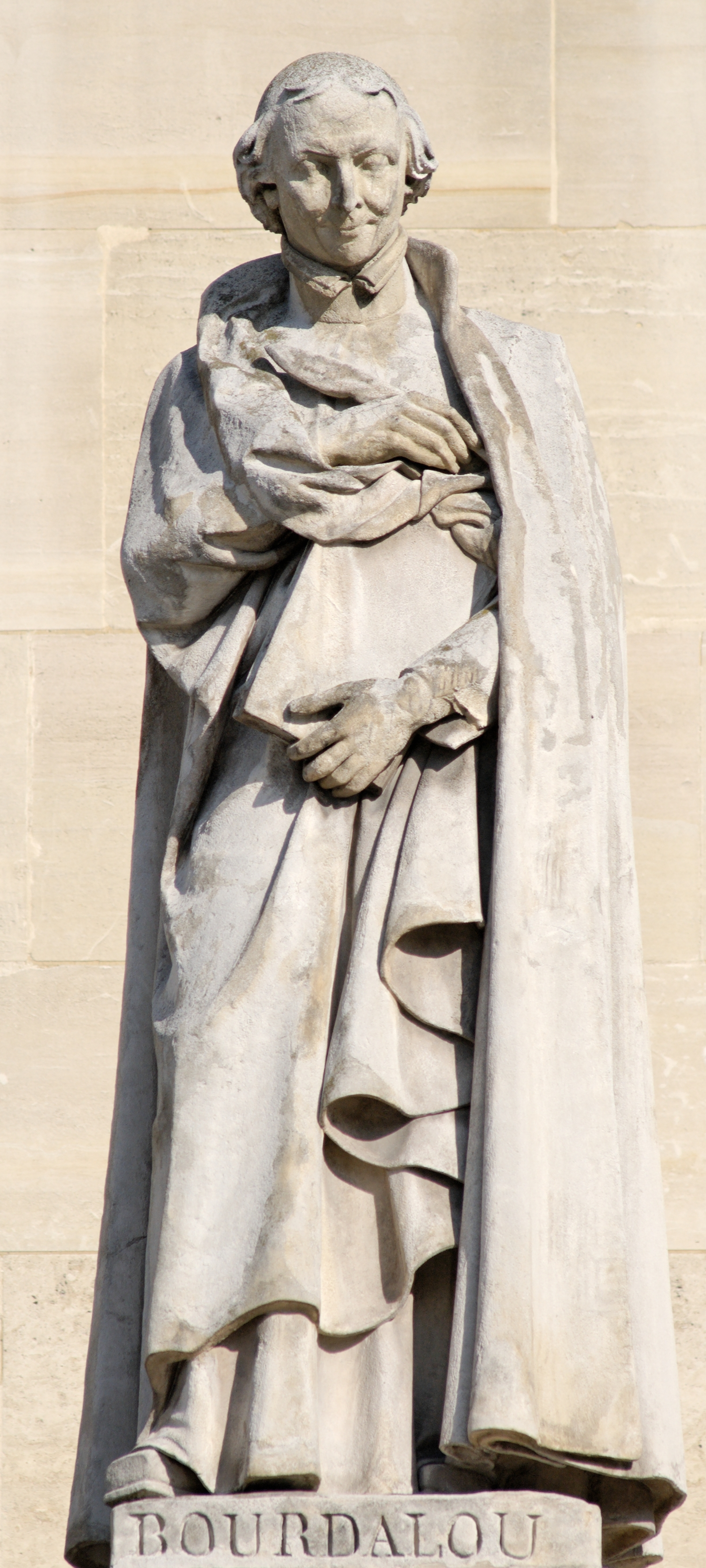
Statue par Louis Desprez dans la cour Napoléon du palais du Louvre.

Louis Bourdaloue est né dans une famille de marchands. Son père, avocat, était un orateur réputé. Louis, qui est élève au collège jésuite de Bourges, entre à la Compagnie de Jésus le 16 octobre 1648, à l'âge de 16 ans. Devenu professeur de théologie, de rhétorique et de philosophie, il est ordonné prêtre en 1660, à Paris. En 1669, il est appelé à Paris, où ses qualités d'orateur lui valent une renommée grandissante. Il est dix fois chargé de prêcher l'avent ou le carême devant Louis XIV et la cour, plus que tous les autres prédicateurs de son temps. Il fait figure de sage dans une atmosphère frivole.

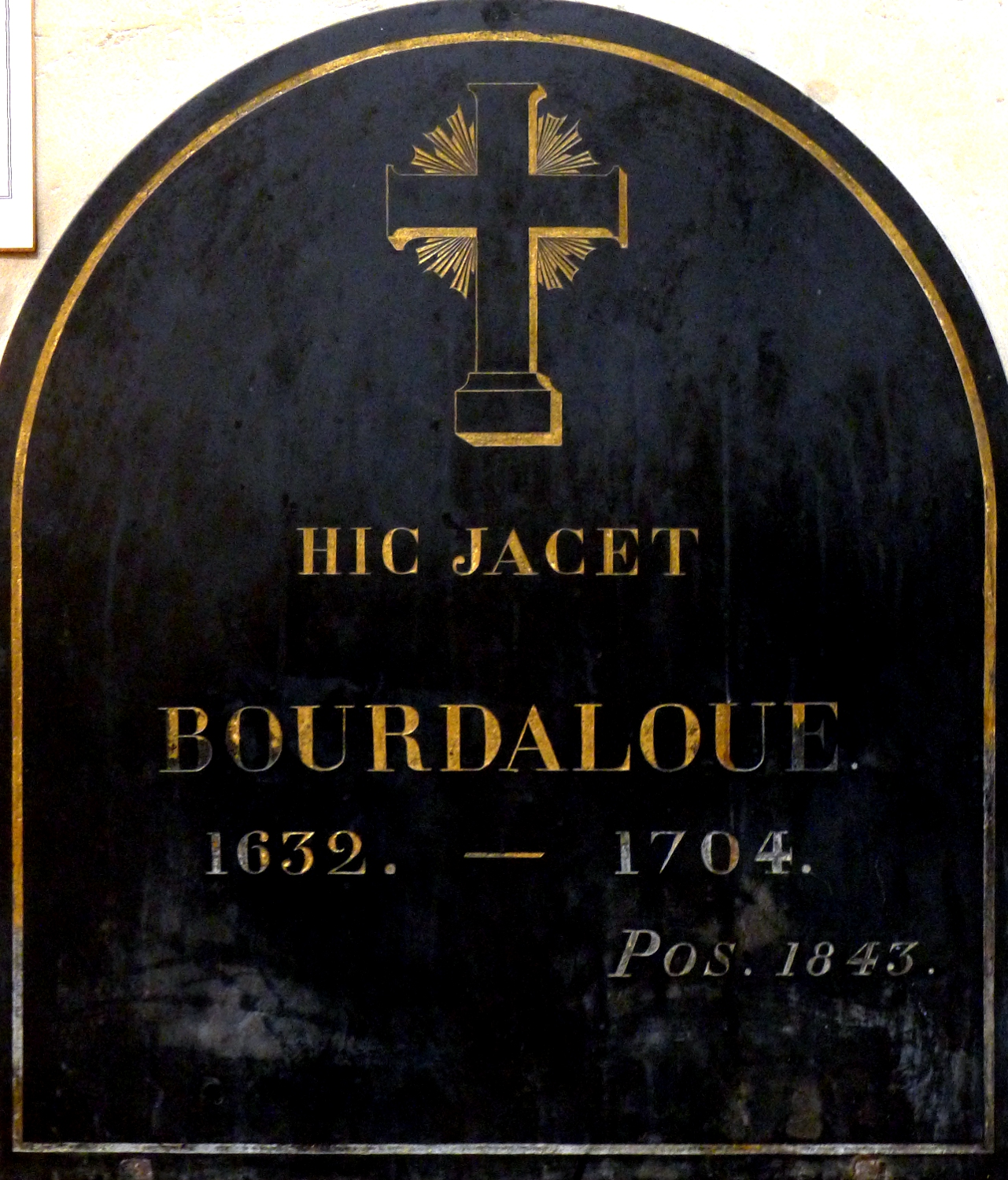
Plaque rappelant que Louis Bourdaloue est inhumé dans l'église Saint-Paul-Saint-Louis (Paris 4e).

Lorsque l'Édit de Nantes est révoqué en 1685, il est envoyé dans le Languedoc pour "consolider" les conversions forcées des protestants au catholicisme. On le dit particulièrement éloquent au moment d'administrer le sacrement d'extrême-onction. Il est apprécié de Madame de Sévigné qui assiste à ses sermons et le mentionne plusieurs fois dans ses lettres, et il est très lié avec Bossuet. Les deux hommes, quoique maniant la langue de manière très différente, ne furent jamais rivaux, comme le soutient la légende. Bourdaloue consacre ses dernières années au service des pauvres, des malades, et des prisonniers. Il meurt à Paris à l'âge de 71 ans.
Sa tombe se trouve dans l'église Saint-Paul-Saint-Louis, à Paris, entre Bastille et le métro Saint-Paul.

## Prédication

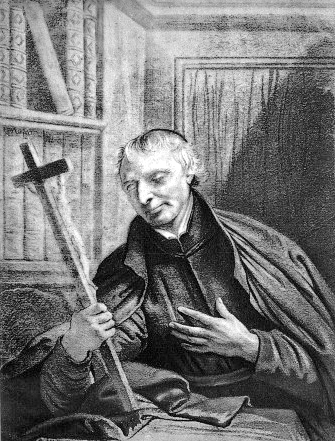
Louis Bourdaloue.
(Dessin de Jean Jouvenet.)

Bourdaloue a prêché sur d'inombrables sujets incluant la nature infaillible de l’Église. Ses sermons Sermon sur la Passion et son Sermon sur les richesses furent particulièrement remarqués. Tous ses sermons, se basant sur l'Écriture et les Pères de l'Église, incluaient une forte dimension morale.
Certaines de ses préoccupations semblent rester très actuelles au début du XXIe siècle : « On veut être riche; voilà la fin qu'on se propose et à laquelle on est absolument déterminé. Des moyens, on en délibérera dans la suite; mais le capital est d'avoir, dit-on, de quoi se pousser dans le monde, de quoi faire quelque figure dans le monde, de quoi maintenir son rang dans le monde, de quoi vivre à son aise dans le monde; et c'est ce que l'on envisage comme le terme de ses désirs. On voudrait bien y parvenir par des voies honnêtes, et avoir encore, s'il était possible, l'approbation publique; mais, à défaut de ces voies honnêtes, on est secrètement disposé à en prendre d'autres et à ne rien excepter pour venir à bout de ses prétentions. »
Si à la même époque les prédications de l'évêque de Clermont Jean-Baptiste Massillon sont plus brillantes, celles de Bourdaloue se veulent plus simples. Ce qui distingue les prédications de Bourdaloue surtout, c'est moins l'éclat du style que la force du raisonnement et la solidité des preuves. Ses sermons étaient doctrinalement riches sans être difficiles à suivre. Les mots et la formation des sermons étaient parfaits (on a souvent dit que son style français était le plus parfait de l’histoire). Il a fait appel plutôt à la raison et la logique du peuple. Il n’a jamais fait appel aux émotions, et ne cherchait pas à éblouir. Chrétien-François Ier de Lamoignon a dit de lui : « Il retrancha dans ses sermons ces longues dissertations de théologie qui ennuient les auditeurs et qui ne servent qu'à remplir le vide des sermons. Il établit des vérités de la religion solidement, et jamais personne n'a su comme lui tirer des vérités les conséquences utiles aux auditeurs. »
Sa force était de pouvoir prêcher facilement aussi bien à la cour qu'au peuple, s'adapter à son auditoire. Bourdaloue peut être considéré comme le fondateur de l'éloquence chrétienne en France.

## Théologie
La pensée théologique de Louis Bourdaloue fut peu originale insistant sur la nécessité pour le chrétien de faire son salut dans la condition où Dieu l'a placé. Il développe ainsi l'importance de la pratique des vertus et la nécessité de nourrir sa vie intérieure. Ce sera sous la direction du Saint-Esprit que le royaume de Dieu s'élabore dans les âmes écrit-il. 
En 1668, Bourdaloue attaque le quiétisme dans son sermon sur la prière. Le quiétisme est une forme de mysticisme religieux controversé au sein du catholicisme français, surtout dans ses expressions extrêmes. La doctrine quiétiste enseigne que la paix et la perfection ne peuvent être gagnées que lorsque l'on quitte les affaires du monde et que l'on ne consacre sa vie qu'à Dieu et à la lumière divine uniquement ; le quiétisme peut être considéré comme partiellement héritier du mysticisme de Thérèse d'Avila au XVIe siècle.
Comme religieux jésuite Bourdaloue ne s'est, lui, jamais retiré du monde; il ne craignait pas de fréquenter la cour. Mais il n'en fut pas prisonnier. Il défendait l'idée de la possibilité d'une vie spirituelle forte vécue dans la vie ordinaire . Préoccupé par la condition humaine il fut actif dans plusieurs sociétés de bienfaisance. Austère dans sa conduite et dans son caractère, il était cependant, en tant que prêtre, aussi indulgent que le permettaient ses devoirs.

## Œuvres
- La rhétorique de Bourdaloue, traduite pour la première fois : conformément au texte latin, manuscrit, de la bibliothèque d'Alençon / par M. Aug. Profillet, Paris : E. Belin, 1864. Exemplaire numérisé accessible en ligne

### Sermons
Ses sermons ont fait l'objet de plusieurs éditions : François de Paul Bretonneau, 16 volumes (Paris, 1707-1734) ; 17 volumes (in-8, 1822-1826) ; 3 volumes (grands in-8, 1834) ; 6 volumes (Lille, 1882). On compte parmi eux :
- Sermon sur les richesses
- Sermon sur la Passion
- Retraites spirituelles
- Pensées
- Sermon sur l'impureté
- Sermon sur la pénitence
- Sermon sur la conversion de Madeleine
- Dominicales

## Citations
- « Dieu a établi les pauvres dans le monde pour recueillir ses droits en sa place. »
- « Il n'est rien de plus précieux que le temps, puisque c'est le prix de l'éternité. »
- « Prudence ; de toutes les vertus requises pour le gouvernement, voilà sans contredit la plus importante. »
- « La médisance est l'ennemi le plus mortel de la charité. »
- « Aimons la vérité qui nous reprend, et défions-nous de celle qui nous flatte. »
- « De tous les sentiments dont le cœur de l'homme est capable, il n'y a que l'amour de Dieu par où l'homme puisse rendre en quelque manière la pareille à Dieu. »
- « L'ami de tout le monde n'est ami de personne. »

## Anecdotes
- Le nom de Bourdaloue est attaché à un ruban de gros-grain entourant un chapeau (par allusion à son propre chapeau), et à une sorte de pot de chambre oblong, peut-être par allusion ironique à la longueur de ses sermons qui faisaient souffrir la vessie des dévotes[3]. En outre, il est possible que son nom soit à l’origine du mot anglais loo[note 1].